# Олексюк Володимир Ілліч
Володимир Ілліч Олексюк (25 січня 1913 — 30 вересня 1993) — український релігієзнавець, філософ.

## Життєпис
Народився в селі Шешори, в Косівському районі Івано-Франківської області.
Після навчання у школі опанував професію столяра, потім у Коломиї здобув фах учителя, а згодом вивчав філософію у Львівському університеті. У червні 1941 року отримав диплом магістра філософії.
Філософську освіту одержав в університетах Львова, Фрайбурга і Нью-Йорка. Докторську дисертацію “Метафізична дійсність між суттю та існуванням буття” захищав у Флориді в 1947. Наукові праці  присвячені в основному дослідженню томізму (“Томізм. Християнська філософія.” – Чикаго, 1970); “Основи реалістичної (Арістотелівсько-томістичної філософії”. – Чикаго, 1981), який розглядає як єдино істинну філософію. Вчений вважав, що укр. нація, якщо вона прагне утриматися як діюча сила свого незалежного буття, мусить, враховуючи свій чистий історично християнський процес, знайти свою життєдіяльність “В світі беззупинної християнсько-революційної ідеї”. В філософії томізму вона може навчитися істинному християнству. Політична сторінка у творчому доробку  – дослідження ролі християнства в історії укр. народу.  Національне відродження дослідник ставив у пряму залежність від організації в Україні однієї  церкви. Він сформулював політичний план поєднання гілок українського християнства. 
Творча діяльність пройшла в еміграції (США). Очолював Українське католицьке академічне об'єднання «Обнова», був дійсним членом Товариства католицьких філософів Америки (Вашингтон), Міжнародного Товариства філософів-метафізиків (Лондон), Товариства філософів ім. Жана Марітена (Рим).
Володимир Олексюк опублікував більше 30 статей філософського змісту в різних періодичних виданнях. Хоч основні наукові праці вченого присвячені дослідженню філософії томізму, проте сенс свого життя він вбачав у тому, щоб, поринувши думкою в глибини духовності свого народу і християнсько-божественну вічність, зрозуміти власну суть як українця, послужити для добра української нації. 
Володимир Олексюк дуже поважав святого Папу Івана Павла II, активно з ним листувався.